# Angelic Organics
Angelic Organics fundada en 1998 por el granjero John Peterson, situada en Caledonia, Illinois, es una de las mayores Comunidades de Agricultura sostenida (Community-supported agriculture en inglés o por sus siglas CSA). Provee la alimentación de más de 1400 familias - es decir de más de 5000 personas. Fomenta la alimentación ecológica, de conformidad con los principios de agricultura biodinámica desde 1990 y ha funcionado como una CSA desde 1993. Los participantes, conocidos como accionistas, reciben semanalmente una caja de 3 / 4 de verdura fresca y hierbas, entregado a más de 20 sitios de la zona de Chicago. Esta granja fue destacada en el premiado documental The Real Dirt on Farmer John.